# Abram Piat Andrew
Pour les articles homonymes, voir Andrews.
Abram Piatt Andrew Jr. (12 février 1873 - 3 juin 1936) est un économiste et un homme politique américain qui est secrétaire adjoint au Trésor, fondateur et directeur de l'American Ambulance Field Service pendant la Première Guerre mondiale et membre de la Chambre des représentants des États-Unis pour le Massachusetts. Il est directeur de la Monnaie des États-Unis en 1909 et 1910.

## Jeunesse et études
Il naît à La Porte, dans l'Indiana, le 12 février 1873. Il fréquente les écoles publiques et l'école de Lawrenceville. Diplômé de l'université de Princeton en 1893, il étudie à la Harvard Graduate School of Arts and Sciences de 1893 à 1898, obtenant une maîtrise en 1895 et un doctorat en 1900. Il poursuit ensuite des études de troisième cycle dans les universités de Halle, Berlin et Paris.

## Début de carrière en économie
Il s'installe à Gloucester, dans le Massachusetts, et devient instructeur et professeur adjoint d'économie à l'université de Harvard de 1900 à 1909.
En janvier 1907, Andrew publie un article qui anticipe la panique économique qui frappe à l'automne de la même année. Sur la base de cet article et de sa solide formation en économie, Andrew est sélectionné pour faire partie de la Commission monétaire nationale (en) chargée de réformer le système bancaire américain. Andrew prend un congé de Harvard et passe deux ans à étudier les banques centrales d'Allemagne, de Grande-Bretagne et de France. Il est directeur de la Monnaie américaine en 1909 et 1910, et secrétaire adjoint au Trésor en 1910-1912. Il assiste à la réunion historique de Jekyll Island en 1910 avec le président de la commission, Nelson W. Aldrich, Henry P. Davison, Benjamin Strong, Paul Warburg et Frank A. Vanderlip. Le rapport de la commission recommande la création d'un système de réserve fédérale.
Les républicains perdent la Maison Blanche en 1912, ce qui met Andrew au chômage. Après l'élection, il travailla de manière informelle avec le sénateur démocrate Robert Latham Owen pour rédiger la version d'Owen d'un projet de loi sur la Réserve fédérale, qui, parmi plusieurs projets concurrents, se rapproche le plus de la loi finalement adoptée et promulguée en décembre 1913.

## Fondateur de l'American Field Service

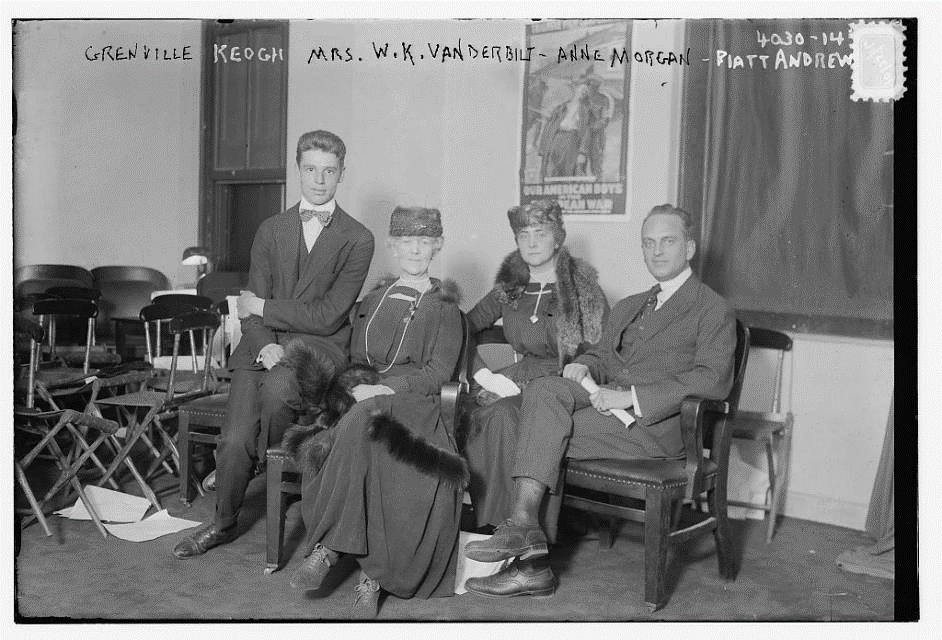
Grenville Keogh, Anne Harriman Vanderbilt, Anne Morgan, Piatt Andrew, 1916 (Grenville Keogh est ambulancier pour l'American Ambulance Field Service).

Malgré la neutralité américaine, Andrew se rend en France lorsque la guerre éclate à l'été 1914. Il écrit à ses parents qu'il est contraint de répondre à « la possibilité d'avoir une part même infinitésimale dans l'un des plus grands événements de toute l'histoire... et surtout la chance de faire le peu que l'on peut pour la France ».
Andrew conduit une ambulance dans le secteur de Dunkerque pendant quelques semaines, mais son supérieur à l'hôpital militaire américain reconnaît son énergie exceptionnelle et son sens de l'organisation. Robert Bacon crée un nouveau poste pour lui : Inspecteur général de l'American Ambulance Field Service. En sa qualité officielle, Andrew visite les sections ambulancières du nord de la France et apprend que les volontaires américains s'ennuient dans ce qu'on appelle le « jitney work », c'est-à-dire le transport des soldats blessés de la tête de ligne à l'hôpital, loin des lignes de front. La politique de l'armée française interdit aux ressortissants étrangers de se rendre dans les zones de combat.
En mars 1915, Andrew rencontre le capitaine Aimé Doumenc, chef du service automobile de l'armée française, et plaide la cause des volontaires américains. Ils souhaitent avant tout, dit-il, « ramasser les blessés sur le front [...], regarder le danger en face, en un mot, se mêler aux soldats de France et partager leur sort ». Doumenc accepte de faire un essai. Le succès de la section Z d'Andrew est immédiat et écrasant. Le 15 avril 1915, les Français créent l'American Ambulance Field Service, qui opère sous le commandement de l'armée française.

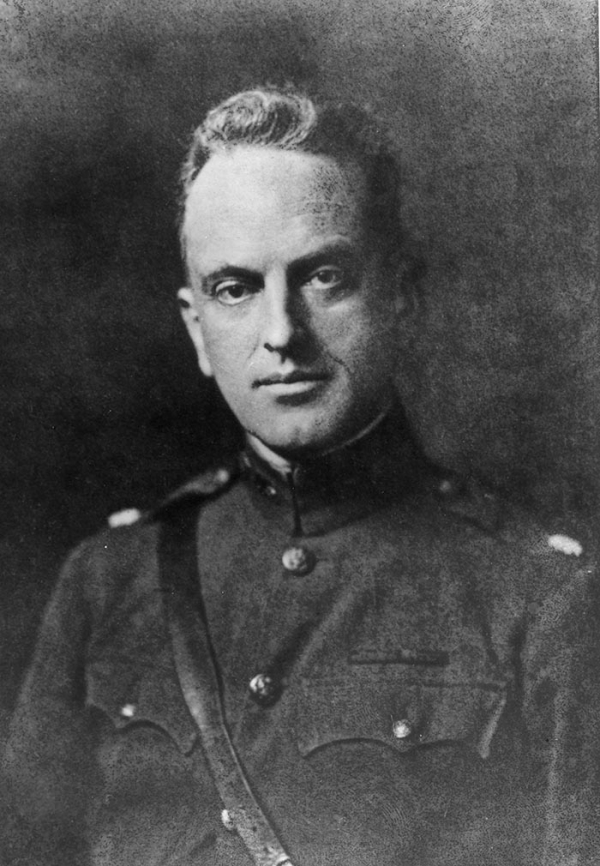
Lieutenant-colonel A. Piatt Andrew Jr.

Andrew dirige l'organisation, bientôt abrégée en American Field Service, tout au long de la guerre, bien que son rôle change considérablement lorsque ses sections d'ambulances sont reprises par l'armée américaine à la fin de l'été 1917. Andrew crée une organisation nationale basée à Boston pour recruter de jeunes conducteurs américains et collecter des fonds auprès de riches donateurs. Le bureau américain est dirigé par Henry Davis Sleeper (en), assisté de John Hays Hammond Jr (en) et de l'ancien ambulancier Leslie Buswell. Le bureau français est situé au numéro 21 de la rue Raynouard, à Paris.
Au moment de la militarisation, l'American Field Service forme trente-quatre sections d'ambulances composées de 1 200 volontaires américains. En outre, l'AFS crée quatorze sections de camions avec 800 volontaires américains supplémentaires qui transportent du matériel et des soldats par la Voie Sacrée de Bar-le-Duc à Verdun et par d'autres routes vers le front.
La devise de l'AFS est « Tous et tout pour la France ». Lors d'une réunion de l'AFS quelques années après la guerre, Andrew déclare : « La possibilité de vivre en France, comme nous, Américains, l'avons fait pendant les premières années de la guerre [...] a permis d'entrevoir la nature humaine dépouillée de son moi, exaltée par l'amour de la patrie, chantant et plaisantant au milieu des difficultés, souriant à la douleur, ne se souciant même pas de la mort ».

## Député
Andrew est élu en tant que républicain au soixante-septième Congrès des États-Unis pour combler la vacance causée par la démission de Willfred W. Lufkin (en) ; il est réélu au soixante-huitième Congrès et aux six Congrès suivants et siège du 27 septembre 1921 jusqu'à sa mort.
Il est délégué aux conventions nationales républicaines de 1924 et 1928. En 1924, il propose une prime pour les vétérans de la Première Guerre mondiale.
Il est membre du conseil d'administration de l'université de Princeton de 1932 à 1936.

## Distinctions
Il est fait officier de la Légion d'honneur en 1927. Il reçoit la médaille du service distingué de l'armée pour son service pendant la Première Guerre mondiale. Il est nommé officier dans l'Ordre de Léopold de Belgique. Il reçoit la Croix de guerre et a été nommé Chevalier de la Légion d'honneur en 1917 par le gouvernement français.

## Mort et héritage
Il meurt le 3 juin 1936 à Gloucester, dans le Massachusetts, dans sa maison « Red Roof », des suites d'une grippe dont il souffre depuis plusieurs semaines. Le lendemain, la Chambre des représentants des États-Unis lève la séance à 14 h 55 pour honorer sa mort.
Sa dépouille est incinérée et ses cendres dispersées à partir d'un avion survolant sa propriété d'Eastern Point à Gloucester.
En 1953, un pont reliant la route 128 du Massachusetts à la section insulaire de Gloucester en passant au-dessus de la rivière Annisquam a été baptisé « A. Piatt Andrew Bridge en l'honneur des services rendus par le député.